# Sant Pere de Millà
Sant Pere de Millà és l'església parroquial de Millà, al municipi d'Àger (Noguera), protegida com a bé cultural d'interès local.

## Descripció
És una església de planta rectangular amb una nau principal i capelles laterals amb cor sobre la porta, arc de mig punt sobre impostes, il·luminat per una rosassa. La coberta de dues vessants, més baixa als laterals, està rematant amb un arc de rajols i teules la façana principal, coronada per una espadanya on hi havia una campana, que va ser salvada abans de caure debut al mal estat de l'església. Actualment la campana es conserva al campanar del Monestir de les Avellanes. El mur de l'epístola va enrunar-se i fou reconstruït més baix que el primer. Els murs són de filades de carreus regulars de pedra.

## Història
El castell i el lloc foren conquerits per Arnau Mir de Tost. A partir del segle xiii la senyoria de Millà canvià de propietari. El 1414 és presa per Ferran d'Antequera.